# Iuri Khudiakov
Iuri Mikhàilovitx Khudiakov, més conegut com a Iuri Khudiakov (rus: Юрий Михайлович Худяков)  (Kèmerovo, 14 de juny de 1954), és un antic pilot de motocròs rus de renom internacional durant les dècades del 1970 i 1980. Al llarg de la seva carrera, guanyà cinc campionats de l'URSS de motocròs i formà part de la selecció soviètica que guanyà el Motocross des Nations el 1978 i el Trophée des Nations el 1979. El seu germà gran, Vladimir Khudiakov, fou també diverses vegades campió de l'URSS.

## Resum biogràfic
Iuri Khudiakov va començar a competir de ben jove, quan es va unir al club Kemerovo STK, on hi havia de feia uns anys el seu germà gran Vladimir. Com era habitual en aquella època a l'URSS, per començar es va haver de construir la moto ell mateix, a partir de material de desballestament.
Abans de servir a l'exèrcit, va guanyar el campionat local de 175 cc, mentre el seu germà Vladimir (Volodya) va quedar-hi tercer. El 1972, fou assignat al club esportiu de l'exèrcit SKA-Novosibirsk, a Sibèria. Sis mesos després, el maig de 1973, el cap de l'equip de motociclisme Gennady Petròvitx Fomin i l'entrenador Boris Nikolaevitx Ivanov van decidir de traslladar-lo a Moscou. Un cop allà, Khudiakov s'integrà en el CSKA Moscou i començà a participar en el campionat de l'URSS en la categoria de 250 cc. Aviat, fou inclòs a la selecció estatal de l'URSS i enviat a competir al Campionat del món dins la categoria dels 125 cc. S'estigué en aquella categoria durant anys, sempre amb la ČZ txecoslovaca fins que el 1982 canvià a la italiana Cagiva.
El 1986, Khudiakov es retirà de la competició internacional, tot i que seguí participant un temps en proves de Supercross. El 1991, esdevingué entrenador de motocròs al CSKA Moscou.

## Palmarès
Font:
- Guanyador del Motocross des Nations (1978)
- Guanyador del Trophée des Nations (1979)
- 5 vegades campió de l'URSS:
  - 125cc: 1979-1980
  - 250cc: 1982
  - 500cc: 1983, 1990
- Campió de l'Espartaquíada dels Pobles de l'URSS (1980)[1]
- Campió de les Forces Armades
- 7 vegades guanyador del Motocròs de Kovrov (1975, 1978, 1980-1982, 1984, 1988)

### Resultats al Campionat del Món
Font:
| Any  | Motocicleta | 250cc | 125cc |
| ---- | ----------- | ----- | ----- |
| 1975 | ČZ          | -     | 33è   |
| 1976 | ČZ          | -     | 6è    |
| 1977 | ČZ          | 23è   | 6è    |
| 1978 | ČZ          | -     | 11è   |
| 1979 | ČZ          | -     | 12è   |
| 1980 | ČZ          | -     | 13è   |
| 1981 | ČZ          | -     | 17è   |
| 1982 | Cagiva      | -     | 8è    |
| 1983 | ?           | -     | -     |
| 1984 | ?           | -     | -     |
| 1985 | KTM         | 44è   | -     |